# Нерцинка
Не́рцинка (рос. Нерцинка) — річка в Удмуртії (Сюмсинський район), Росія, ліва притока Лумпуна.
Річка починається за 1,5 км на північний схід від присілку Нерці (звідси й назва). Русло спрямоване спочатку на південний захід. Впадає до Лумпуна в болотистій місцевості.
Русло вузьке, долина широка. Береги заліснені та заболочені. Приймає декілька дрібних приток. Над річкою не розташовано населених пунктів, в середній течії збудовано міст.
| Річка | Це незавершена стаття про річку. Ви можете допомогти проєкту, виправивши або дописавши її. |